# Sumqayıt
Sumqayıt, též Sumgait (rusky Сумгаит) je druhé největší město Ázerbájdžánu. V roce 2005 zde žilo 357 000 obyvatel.
Leží blízko Kaspického moře, cca 30 km severně od hlavního města Baku, má rozlohu 83 km2.

## Dějiny
Město bylo založeno 22. listopadu 1949, první zmínky o osídlení v místech dnešního Sumgayıtu jsou z roku 1580. Sídlí zde státní univerzita Sumqayıt Dövlət Universiteti.
Sumquayıt vešel ve známost Sumgaitským pogromem proti Arménům v roce 1988: v tomto prvním výbuchu etnického násilí v novější historii SSSR zahynulo nejméně 32 osob, převážně Arménů.

## Partnerská města
- Ludwigshafen, Německo
- Bari, Itálie
- Čerkasy, Ukrajina
- Ču-čou, Čína
- Ceyhan, Turecko
- Rustavi, Gruzie
- Mohylev, Bělorusko
- Linec, Rakousko
- Piteşti, Rumunsko
- Aktau, Kazachstán
- Janov, Itálie